# Rejection
Singles de Martin Solveig
Jealousy
(2006) Something Better
(2007)
Pistes de Hedonist
Black Voices Blind Rendez-Vous
Rejection est une chanson de Martin Solveig sortie en 2007.
Elle a servi de générique à l'émission Un Max de services, présentée par Max sur Direct 8.

## Liste des pistes
CD-Maxi
1. Rejection (Radio Edit) - 3:37
2. Rejection (Bob Sinclar Remix)	- 5:07
3. Rejection (Ian Carey Remix) - 6:52
4. Rejection (Erick E Club Mix) - 8:37
5. Rejection (Erick E Dub) - 8:38
6. Rejection (Trickski Main Mix) - 8:34
7. Rejection (Trickski Darque Deube) - 8:34
8. Rejection (Stylophonic Club Mix) - 6:50
9. Rejection (Stylophonic Dub) - 6:50
10. Rejection (Original Club Edit) - 5:06
11. Rejection (Ex-Echo Remix) - 6:44

12" Maxi
1. Rejection (Bob Sinclar Remix)	- 5:07
2. Rejection (Ian Carey Remix) - 6:52
3. Rejection (Erick E Club Mix) - 8:37
4. Rejection (Original Club Edit) - 5:06

## Crédits
- Écrit, composé et réalisé par Martin Solveig pour Mixture Stereophonic
- Publié par Temps D'Avance et Topolino Bello
- Chanteur - Jay Sebag
- Chœurs - Stephy Haïk, Michael Robinson, Jay Sebag et Martin Solveig
- Basse - Guy N'Sangué
- Guitare - Jérôme Degey

## Classement par pays
| Classements (2007)            | Meilleure position |
| ----------------------------- | ------------------ |
| France (SNEP)                 | 34                 |
| France (SNEP Téléchargements) | 6                  |
| Suisse (Schweizer Hitparade)  | 55                 |
| France Club 40                | 9                  |